# Prismophonic
Albums de Christophe Willem
Heartbox
(2009) Paraît-il
(2014)
Singles
1. Cool
Sortie : 19 septembre 2011
2. Si mes larmes tombent
Sortie : 23 janvier 2012
3. Starlite
Sortie : 21 mai 2012
4. L'amour me gagne
Sortie : 22 octobre 2012

Prismophonic est le troisième album du chanteur français Christophe Willem sorti le 21 novembre 2011.
Une version anglophone de l'album, intitulée Love Shot Me Down, sort le 17 décembre 2012.

## Production
Christophe Willem et le Britannique Steve Anderson sont derrière la production exécutive de Prismophonic. Ce dernier était le directeur musical de Coffee Tour, la tournée précédente de Christophe Willem.
Ensemble, Anderson et Willem ont commencé à travailler sur des maquettes pour un nouvel album à la fin de la tournée. En six mois, ils ont réuni environ 70 chansons en anglais avant de réfléchir à leur adaptation en français,. La chanteuse algéro-canadienne Zaho a été sollicitée et a écrit la majorité des textes en français. Elle a passé deux mois à Londres avec le chanteur et le réalisateur, lors du processus de création. Christophe Willem raconte plus tard à propos de cette collaboration:

« On a matérialisé la rencontre de nos deux univers dans le titre Indélébile qui sonne comme de la « pop urbaine ». Zaho ne connaissait pas forcément les codes de la pop pure et dure et moi je ne connaissais pas le phrasé saccadé qu'elle sait utiliser comme dans Ennemies in Love. »

À la suite de l'accueil mitigé de l'album Caféine, Christophe Willem a choisi de mettre davantage en avant sa voix, tout en continuant dans le registre électro et « dance ». Alors que Caféine raconte une histoire d'amour du début à la fin, le chanteur indique que Prismophonic raconte l'« après l'amour » et le « comment on se redécouvre soi-même »,.
Ceci ce reflète dans les paroles: Ennemis in L.O.V.E. parle de l'amour insoutenable entre des personnes qui se font du mal; Automatik  traite de la lutte contre la peur et l'anxiété, ainsi que de la recherche de sécurité émotionnelle dans une relation.
Les paroles de Cool ont été écrites par Franck Deweare et la musique électro-pop composée par William Rousseau, Jean-Pierre Pilot et Olivier Schultheis. Ces deux derniers ont également composé une grande partie du premier album de Christophe Willem, Inventaire, dont les tubes Double je et Jacques a dit. Les paroles ont été adaptées en anglais pour l'album Love Shot Me Down par Daniel Clifford.
Starlite, à la mélodie disco, comprend un échantillon  du titre Ain't Nobody de Rufus et Chaka Khan sorti en 1983.
Un des titres, Tears Will Dry, a été co-écrit par la chanteuse australienne Kylie Minogue, et adapté en français par Zaho (Pas si loin).
La chanteuse Zazie, qui avait contribué aux deux premiers albums du chanteurs, n'a pas participé à la production de Prismophonic.
Les titres de l'album sont également enregistrés en français et sortent en décembre 2012 sur un album anglophone intitulé Love Shot Me Down. Deux singles ont été extraits: Starlight, la version anglaise de Starlite, qui a bénéficié d'un clip, et la chanson au même nom que l'album, Love Shot Me Down.

## Visuel et nom de l'album
La pochette de l'album n'indique que le nom « Willem » et montre le chanteur portant un t-shirt blanc, en train de fermer ses mains sur ce qui semble être un microphone. De ce microphone émane une lumière blanche. La photo a été prise par la photographe Leny Guetta.
Dans un entretien accordé au magazine hebdomadaire Version Femina, Christophe Willem explique :

« L'album n'était pas encore fini au moment de réaliser la séance photo, mais au fur et à mesure que les titres s'intégraient à la tracklist c'est devenu évident. Le son de l'album est pop dans sa globalité et il se décline en pop un peu trans, électro, disco sur "Starlight" ou funky sur "Cool". Alors on s'est dit que ça faisait comme un prisme de lumière blanche qui se transforme en différentes lumières finalement, comme l'album qui a un son pop commun et qui s’ouvre sur des univers différents, d'où "Prismophonic", comme un prisme musical. »

## Distribution et promotion
L'album est disponible en téléchargement et est sorti en format CD audio en édition standard, en édition limitée et en édition « collector ». L'édition collector n'était disponible qu'en pré-commande via le site officiel du chanteur. Elle comprend un DVD bonus contenant une vidéo sur la réalisation de l'album, une vidéo question-réponse avec Christophe Willem et Zaho, et le clip Cool, et est présentée dans un coffret gris/argent. Ce boitier est glissé dans un fourreau numérotée fermé d'un côté. Le texte sur le fourreau est écrit à la peinture argentée montrant une grande lettre "W". L'édition collector était envoyée aux acheteurs dans une enveloppe noire, contenant un poster avec une photo du chanteur et le nom de toutes les personnes qui avaient pré-commandé cette édition de l'album,. 
En 2022, l'album sort aussi en vinyle.
Le titre Cool est choisi comme premier extrait et sort en septembre 2011, suivi d'un clip en octobre. Il a connu un succès limité, atteignant la 29e place des classements officiels à la fois en France et en Belgique francophone, ainsi qu'une rotation moyenne à la radio.
Le deuxième single Si mes larmes tombent paraît en janvier 2012, suivi par Starlite en mai 2012. Alors que la ballade Si mes larmes tombent arrive encore à se placer à la 10e place de l'Ultratop 50 belge et à la 56e place du Top 50 français, le troisième extrait d'inspiration disco connaît très peu de rotation aux radios.
L'amour me gagne est le quatrième single et sort en octobre 2012. En même temps, sa version anglaise intitulée Love Shot Me Down, est choisie comme premier single de la version anglophone de l'album au même nom.

## Performance commerciale
En France, Prismophonic entre à la troisième place du Top Albums, la semaine du 26 novembre 2011, avant de tomber à la 17e place en deuxième semaine, et de quitter le Top 50 après seulement sept semaines. L'album reste néansmoins classé parmi les 200 albums les mieux vendus pendant 45 semaines et ne quitte le classement que plus d'une année plus tard, en décembre 2012.
En Belgique francophone, l'album entre dans l'Ultratop à la 37e place avant d'atteindre une semaine plus tard avec la 5e place sa plus haute position. Prismophonic reste parmi les 50 albums les mieux vendus pendant 42 semaines, et reste classé dans le Top 200 pendant 69 semaines.
En Suisse, l'album se classe pendant trois semaines dans le hit-parade national, atteignant la 43e place, ainsi que pendant douze semaines dans le classement de la Romandie, atteignant la 7e place.
L'album se vend officiellement à 100 000 exemplaires, et est certifié disque de platine en France, et disque d'or en Belgique. Selon les estimations établies par le site InfoDisc fin 2018, l’album Prismophonic se serait vendu à 108 900 copies.

## Accueil critique
Sylvain Siclier du Monde écrit que Prismophonic est une amélioration par rapport à l'album précédent, Caféine, étant « plus constant dans le son et régulier dans l'écriture ». Il continue que les réalisateurs artistiques aient « opté pour l'efficacité d'un soutien de programmations rythmiques auxquelles il manque un rien de personnalité », mais que l'album dans son ensemble ait « de l'allure et un tonus retrouvé ».
Jonathan Hamard du site Charts in France parle d'un album « résolument dance » et met en avant les titres Automatik et Starlite pour leur potentiel à conquérir les charts, ainsi que Le temps qu'il reste et la ballade Si mes larmes tombent, qualifiée de « très belle interprétation dans la lignée des Jacques a dit et Entre nous et le sol ». Il critique la chanson Indélébile comme répétitive et le fait que la musique cache parfois un peu trop la voix du chanteur, avant de conclure que « Christophe Willem est davantage un artiste pop que variété, qu'il réussit à allier texte en français et musique dance, tout en restant le même ».
L'album se classe à la 16e place des 33 meilleurs albums pop de 2011 pour le site Popjustice.com.
Le Parisien est plus critique, écrivant que Christophe Willem « n'est ni Britney Spears, ni Lady Gaga, ni Kylie Minogue », mais que l'album donne « souvent le sentiment que Christophe Willem en rêverait. Au point de devenir parfois un artiste asexué ». Selon le quotidien, le disque est trop monochrome et ne permet pas de retrouver le chanteur, mais met en avant les titres Le temps qu'il reste, Si mes larmes tombent et Falling.
Marie-Catherine Mardi de RFI Musique écrit que l'album est bien produit, mais qu'il n'est pas à la hauteur de son premier album Inventaire et de ses extraits tels que Double je et Jacques a dit. Selon elle, les textes ne sont « pas à blâmer » et « auraient mérité mieux » et elle conclut : « Christophe Willem a peut-être trouvé son rythme de croisière, mais il nous laisse au bord de la route ».

## Liste des chansons
| 1.  | Starlite (Titre original : Starlight)                         | Tom Kent, Amanda Leigh Wilson, Russell Small, Richard "Biff" Stannard, James Wiltshire, David "Hawk" Wolinski Adaptation en français : Zaho | Sarah deCourcy, Freemasons                                                              | 3:31 |
| 2.  | Cool                                                          | Paroles : Franck Deweare Musique : Jean-Pierre Pilot, William Rousseau, Olivier Schultheis                                                  | Steve Anderson, Sarah deCourcy, Jean-Pierre Pilot, William Rousseau, Olivier Schultheis | 3:13 |
| 3.  | L'amour me gagne (Titre original : Love Shot Me Down)         | Hannah Robinson, Richard X Adaptation en français : Christophe Willem                                                                       | Sarah deCourcy, Richard X                                                               | 4:15 |
| 4.  | Si mes larmes tombent (Titre original : Safe and Sound)       | Karen Poole, Steve Anderson Adaptation en français : Zaho                                                                                   | Steve Anderson, Sarah deCourcy                                                          | 3:55 |
| 5.  | Indélébile (duo avec Zaho)                                    | Zaho, Phil Greiss | Phil Greiss                                                                             | 3:44 |
| 6.  | Jamais dû (Titre original : Lasers and Sparklers)             | Tina Harris, Steve Anderson, Jamie Hartman, Christophe Willem Adaptation en français : Zaho                                                 | Steve Anderson, Sarah deCourcy                                                          | 3:32 |
| 7.  | Ennemis in L.O.V.E. (Titre original : Enemies in Love)        | Karen Poole, Steve Anderson Adaptation en français : Zaho                                                                                   | Steve Anderson, Sarah deCourcy                                                          | 3:42 |
| 8.  | Automatik (Titre original : Automatic Love)                   | Isabel Guzman, Pär Andreas, Björn Olavsson, Joakim Olavsson Adaptation en français : Zaho                                                   | Sarah deCourcy, Tortuga                                                                 | 3:49 |
| 9.  | Pas si loin (Titre original : Tears Will Dry)                 | Kylie Minogue, Seton Daunt, Ash Howes, Carl Ryden, Richard "Biff" Stannard Adaptation en français : Zaho                                    | Sarah deCourcy, Ash Howes, Richard "Biff" Stannard                                      | 3:07 |
| 10. | Je rejoins la scène (Titre original : When You Dance with Me) | Lisa Greene, Steve Anderson Adaptation en français : Christophe Willem                                                                      | Steve Anderson, Sarah deCourcy                                                          | 3:45 |
| 11. | Le temps qu'il reste (Titre original : Timeless)              | Karen Poole, Steve Anderson Adaptation en français : Zaho                                                                                   | Steve Anderson, Sarah deCourcy                                                          | 4:02 |
| 12. | Falling                                                       | Steve Reed, Sarah deCourcy, Christophe Willem                                                                                               | Sarah deCourcy                                                                          | 5:25 |

Primophonic (piste bonus sur l'édition limitée)
| No  | Titre                                | Auteur                                                                                      | Producteur(s)                  | Durée |
| --- | ------------------------------------ | ------------------------------------------------------------------------------------------- | ------------------------------ | ----- |
| 13. | Équi-libre (Titre original : Healed) | Steve Reed, Steve Anderson, Sarah deCourcy, Christophe Willem Adaptation en français : Zaho | Steve Anderson, Sarah deCourcy | 4:01  |

| 1.  | Love Shot Me Down                            | Hannah Robinson, Richard X                                                                                      | Sarah deCourcy, Richard X                                               | 4:15 |
| 2.  | Enemies in Love                              | Karen Poole, Steve Anderson                                                                                     | Sarah deCourcy                                                          | 3:42 |
| 3.  | Timeless                                     | Karen Poole, Steve Anderson                                                                                     | Sarah deCourcy                                                          | 4:02 |
| 4.  | Safe and Sound (Karen Poole, Steve Anderson) | | Sarah deCourcy                                                          | 3:55 |
| 5.  | Lasers and Sparklers                         | Tina Harris, Steve Anderson, Jamie Hartman, Christophe Willem                                                   | Sarah deCourcy                                                          | 3:32 |
| 6.  | Automatic Love                               | Isabel Guzman, Pär Andreas, Björn Olavsson, Jocke Olavsson                                                      | Tortuga, Sarah deCourcy                                                 | 3:49 |
| 7.  | Starlight                                    | Richard Stannard, James Wiltshire, Russell Small, Amanda Wilson, Tom Kent, Hawk Wolinski                        | Freemasons, Sarah deCourcy                                              | 3:31 |
| 8.  | Tears Will Dry                               | Kylie Minogue, Richard Stannard, Ash Howes, Carl Ryden, Seton Daunt                                             | Sarah deCourcy, Richard Stannard, Ash Howes                             | 3:07 |
| 9.  | When You Dance With Me                       | Lisa Greene, Steve Anderson                                                                                     | Sarah deCourcy                                                          | 3:45 |
| 10. | Cool                                         | Franck Deweare, Jean-Pierre Pilot, William Rousseau, Olivier Schultheis Adaptation en anglais : Daniel Clifford | Jean-Pierre Pilot, William Rousseau, Olivier Schultheis, Sarah deCourcy | 3:13 |
| 11. | Falling                                      | Christophe Willem, Sarah deCourcy, S. Reed                                                                      |                                                                         | 5:15 |
| 12. | Healed                                       | Sarah deCourcy                                                                                                  | Christophe Willem, S. Reed, Sarah deCourcy, Steve Anderson              | 4:00 |

## Classement et certification
| Classement (2011-12)            | Meilleure position |
| ------------------------------- | ------------------ |
| Belgique francophone (Ultratop) | 5                  |
| France (Top Albums)             | 3                  |
| France (classement digital)     | 4[réf. souhaitée]  |
| Suisse (Schweizer Hitparade)    | 47                 |
| Suisse romande                  | 7                  |

| Classement (2011)               | Position |
| ------------------------------- | -------- |
| France (Top Albums)             | 66       |
| Classement (2012)               | Position |
| Belgique francophone (Ultratop) | 35       |
| France (Top Albums)             | 107      |

### Certifications
| Pays           | Certifications | Date             |
| -------------- | -------------- | ---------------- |
| Belgique (BEA) | Or             | 21 décembre 2009 |
| France (SNEP)  | Platine        | 24 octobre 2012  |